# Backschrot
Backschrot ist aus Weizen oder Roggen hergestellter Schrot und wird in der Bäckerei zur Herstellung von Schrotbroten verwendet.
Backschrot ist, im Unterschied zum Vollkornschrot, geschrotetes Getreide ohne Keimling. Beim Backschrot werden in der Mühle zuerst die Keimlinge von den Getreidekörnern entfernt. Erst danach werden die Getreidekörner (ohne Keimling, jedoch mit Schalenteilen) geschrotet.
Backschrot enthält viele Mineralstoffe, Vitamine, essenzielle Fettsäuren und Ballaststoffe.
Durch die Vermahlung des Getreides zu Backschrot ohne Keimling erhöht sich dessen Lagerfähigkeit im Vergleich zum Vollkornschrot, da Backschrot nahezu keine Bestandteile des Keimlings enthält. Bestandteile des Keimlings können durch den erhöhten Ölanteil vergleichsweise schnell verderben – sie werden ranzig.
Der hohe Anteil an Mineralstoffen zeigt sich in der Mehltypenbezeichnung bzw. Type nach DIN 10355 (vgl. auch Mehl-Type). Weizenbackschrot hat die Type 1700; Roggenbackschrot hat die Type 1800.